# Charlieu
Charlieu é uma comuna francesa na região administrativa de Auvérnia-Ródano-Alpes, no departamento de Loire. Estende-se por uma área de 6,7 km². Em 2010 a comuna tinha 3 781 habitantes (densidade: 564,3 hab./km²).